# Chania
Chania (eller Khaniá; græsk: Χανιά) er den andenstørste by på Kreta og beliggende på den nordlige del af øens vestlige side. 

## Geografi
Byen har ca. 54.000 indbyggere (2011) og er opdelt i to dele: den gamle bydel med mange gamle, smalle gader og stræder, som befinder sig ved havnen og blev bygget i Kretas venetianske periode, samt den nye bydel, hvor langt de fleste bor. Fra Chanias havn i Souda udgår der færger til Piræus gennem det græske øhav og til Rhodos. Ti kilometer uden for Chania ligger Chania lufthavn.

## Historie
Byen er bygget på resterne af den by, der i minoisk tid (2700-1400 f. Kr.) hed Kydonia. I den byzantinske tid (395-1204) voksede byen og fik navnet Chania. Byens havn blev opført i 1252 af venetianerne under Kretas venetianske tid (1204-1645). Genova, der var i krig mod Venedig, herskede i en periode fra 1266 - 1290 over byen. Chania blev ødelagt af den tyrkiske flåde i 1645 efter en belejring på 45 dage. I perioden 1831 - 1841 blev Chania styret af ægypterne, hvorefter byen blev tyrkisk igen, indtil Grækenland genannekterede byen i 1913. Chania var Kretas administrative hovedstad indtil 1971.

## Chania markedshal
Chanias indendørs marked blev opført i byens centrum fra 1908 og færdiggjort i 1913, det samme år som Kreta blev forenet med Grækenland. Markedet blev i 1980 erklæret et fredet monument af Grækenlands kulturministerium.

## Fyrtårnet
Chanias fyrtårn er placeret for enden af en lang mole, der beskytter havnen mod havet. Fyrtårnet blev opført omkring 1595 - 1601 under den venetianske periode, men kun det oprindelige fundament er bevaret. Fyrtårnet blev i slutningen af det 16. århundrede bygget om til at kunne beskytte havnen mod angreb. Havnen kunne lukkes med en kæde, som gik fra fyrtårnet og over til fortet Firkas på den modsatte side. 
Under den første osmanniske periode (1646 - 1831) forfaldt fyrtårnet, men blev under den ægyptiske periode ombygget til en minaret, der stod færdig omkring 1839. Fyrtårnet blev medtaget af tyske bombninger under anden verdenskrig, men gennemgik en omfattende renovering i 2005.

## Vejret i Chania

### Tabel for temperatur og nedbør per måned i Chania
| Måned     | Temperatur | Temperatur | Temperatur | Nedbør |
| --------- | ---------- | ---------- | ---------- | ------ |
|           | Normal     | Varmest    | Koldest    |        |
| Januar    | 10,8°      | 14,1°      | 7,9°       | 11     |
| Februar   | 11,0°      | 14,5°      | 7,8°       | 10     |
| Mars      | 12,4°      | 16,2°      | 8,7°       | 8      |
| April     | 15,8°      | 20,0°      | 11,5°      | 3      |
| Mai       | 20,1°      | 24,6°      | 15,0°      | 1      |
| Juni      | 24,7°      | 29,1°      | 19,0°      | 0      |
| Juli      | 26,6°      | 30,6°      | 21,2°      | 0      |
| August    | 25,9°      | 30,0°      | 21,1°      | 0      |
| September | 23,2°      | 27,5°      | 18,9°      | 1      |
| Oktober   | 19,4°      | 23,5°      | 15,7°      | 4      |
| November  | 15,3°      | 19,1°      | 12,2°      | 7      |
| December  | 12,4°      | 15,7°      | 9,5°       | 10     |